# Политический рабочий союз
Политический рабочий союз (нем. Politischer Arbeiter-Zirkel) — группа политических активистов, основанной Карлом Харрером, известным националистом, созданная в надежде собрать интеллектуалов для обсуждения политического будущего Германии в марте 1918 года. В январе 1919 года произошло слияние с Свободным рабочим комитетом за добрый мир (нем. Freier Arbeiterausschuß für einen guten Frieden), созданным Антоном Дрекслером, в результате чего была образована Немецкая рабочая партия (ДАП) — непосредственный предшественник НСДАП.

## Предыстория
Поражение Германии в Первой мировой стало унизительным для немецкого народа. Кроме того, появилась легенда об ударе ножом в спину или идея о том, что Германия на самом деле выиграла войну и была подорвана внутренними революциями, что усиливало возмущение ситуацией. Общество Туле, организация, объединяющая людей всех классов, сосредоточенная на надеждах на контрреволюцию и попыталась заполнить пробел, который ощущали немцы, считая Веймарскую республику «недосягаемой» для низших классов.
Общество обратилось к Карлу Харреру, члену и спортивному репортёру правого издания Münchner-Augsburger Abendzeitung, с предложением создать группу политических активистов в Мюнхене. Надежда состояла в том, чтобы начать обсуждение важнейших немецких принципов, а именно национализма и антисемитизма.

## Идеология
Политический рабочий союз периодически встречался в течение года, как правило, в составе небольшой группы из трёх-семи постоянных членов. Участники разделяли похожие традиционные взгляды такие как крайне националистические, антимарксистские и антисемитские. Они также обсуждали новые идеи того времени, такие как представление евреев как главных врагом Германии, различные аспекты поражения в Первой мировой войне и антианглийские настроения, которые, как считается, были вызваны Версальским миром. Во время встреч Харрер возглавил группу по изучению русской революции в надежде найти спасение для Германии.

## Будущее клуба
Антон Дрекслер встретил Карла Харрера на митинге правых в Вагнер-холле в Мюнхене в 1918 году. Харрер был впечатлен желанием Дрекслера иметь гражданское представительство в политической сфере, и Дрекслер начал посещать собрания. Дрекслер был лидером своей собственной политической группы, известной как Рабочий комитет за добрый мир, состоящей в основном из железнодорожных коллег Дрекслера. Рабочий союз был объëдинен верой в то, что международные капиталисты, считавшиеся евреями, и марксисты были врагами Германии.
В то время как Харрер считал, что есть что сказать в пользу того, чтобы Политический рабочий союз оставалась маленькой и скрытной группой, Дрекслер хотел иметь более широкую аудиторию и работать над распространением своих идеалов. Дрекслер хотел превратить его в политическую партию. В конце концов, путём объединением Политического союза рабочих с Рабочим комитетом была основана Немецкая рабочая партия (Deutsche Arbeiterpartei; DAP). Помимо Дрекслера и Харрера, среди основателей были Готфрид Федер и Дитрих Эккарт. 
Впервые съезд партии был проведëн 5 января 1919 года в гостинице Fürstenfelder Hof в Мюнхене. Взгляд Дрекслера на партию все чаще вступал в противоречие с видением Харрера. Харрер хотел обеспечить, чтобы был элитный «внутренний круг» остававшийся под контролем партии, в то время как Дрекслер хотел превратить её в массовое движение. Когда в партию вступил Адольф Гитлер, позиции Дрекслера укрепились. Гитлер и Дрекслер работали над новой конституцией, чтобы маргинализировать роль Политического рабочего союза. Харрер получил меньшинство голосов и вышел из партии. 24 февраля 1920 года DAP была переименована в Национал-социалистическую немецкую рабочую партию (Nationalsozialistische Deutsche Arbeiterpartei; NSDAP).